# Коломієць Микола Федорович
Мико́ла Фе́дорович Коломі́єць (* 1943) — український науковець; кандидат технічних наук. Лауреат Державної премії України в галузі науки і техніки-2000.

## З життєпису
Народився 1943 року. Кандидат технічних наук.
Лауреат Державної премії України в галузі науки і техніки-2000 — «За розробку і створення апаратурних комплексів та їх застосування в ядерній фізиці, енергетиці та інших галузях науки і техніки»; він та Каденко Ігор Миколайович; Применко Георгій Іванович; Корж Іван Олександрович; Майданюк Володимир Карпович; Лещенко Борис Юхимович; Прокопець Геннадій Олександрович; Рижиков Володимир Діомидович; Семиноженко Володимир Петрович; Шевченко Валерій Андрійович.
В 2010—2015 роках — завідувач лабораторії, відділ ядерної фізики, Інститут ядерних досліджень НАН України.